# Asztrina
Asztrina (Астрына, oroszul Острына) városi jellegű település Fehéroroszország Hrodnai területének Scsucsini járásában. A járási székhelytől 20 km-re északnyugatra, az Asztrinka partján fekszik. 1990-ben 2500 lakosa volt . Scsucsin felé a P51-es, Voranava (84 km) és Hrodna (49 km) felé pedig  a P145-ös főút biztosít összeköttetést. Fafeldolgozó ipar, tetőcserépgyártás.
Első írásos említése 1450-ből való. 1641-ben kapott magdeburgi városi jogokat, ekkoriban a környék legjelentősebb települése volt. A 18. század végére már túlnyomórészt zsidó lakossága volt (ún. stetl településként). 1795-ben csatolták Oroszországhoz. 1875-ben egy tűzvész csaknem teljesen elpusztította. 1897-ben 2400 lakosa volt. 1919–1939 között Lengyelország Nowogródeki vajdaságához tartozott. 1939-ben a BSZSZK-hoz csatolták, a következő évben városi jellegű településsé nyilvánították. 1941. június 24. – 1944. július 12. között német megszállás alatt volt, zsidó lakosságának nagy részét megölték. 1954–1960 között a Vasziliski járás székhelye volt.
Legfontosabb műemléke az 1875-ben épült Szpaszo-Preobrazsenszkaja-templom. A településen fennmaradt a régi zsinagóga épülete is. A Szt. Teréz-templom az 1990-es években épült. Leninnek és Alaiza Cetka költőnőnek, valamint a nemzetiszocializmus áldozatainak is áll itt emlékműve.